# Kesko
Kesko est une entreprise de grande distribution finlandaise fondée en 1940. Elle a son siège à Helsinki en Finlande.

## Présentation
Kesko Oyj et ses filiales ainsi que les  magasins K-kauppa forment le groupe K-ryhmä. 
En 2017, le groupe K-ryhmä a 35,8 % de part du marché de la distribution en Finlande.
Kesko et ses filiales gèrent des chaînes de magasin:
- Magasins alimentaires : K-Citymarket, K-Supermarket, K-Market et Neste K
- Quincailleries et magasins spécialisés: K-Rauta
- Commerce automobile et mécanique: K-Auto, Konekesko

La chaîne Kesko possède environ 2000 magasins en Finlande, Suède , Norvège, Estonie, Lituanie, Lettonie, Russie et Biélorussie.
En 2017, Oriola et Kesko ont signé un accord de création d'une coentreprise et d'une chaîne de magasins nommée Hehku spécialisée dans la santé, la beauté et le bien-être dans toute la Finlande. 
La chaîne Hehku (fi), a ouvert sa boutique en ligne et ses 18 premiers magasins au printemps 2018.
En 2018, les 100 premiers magasins ont dû fermer leurs portes.

## Galerie de différents types de magasins

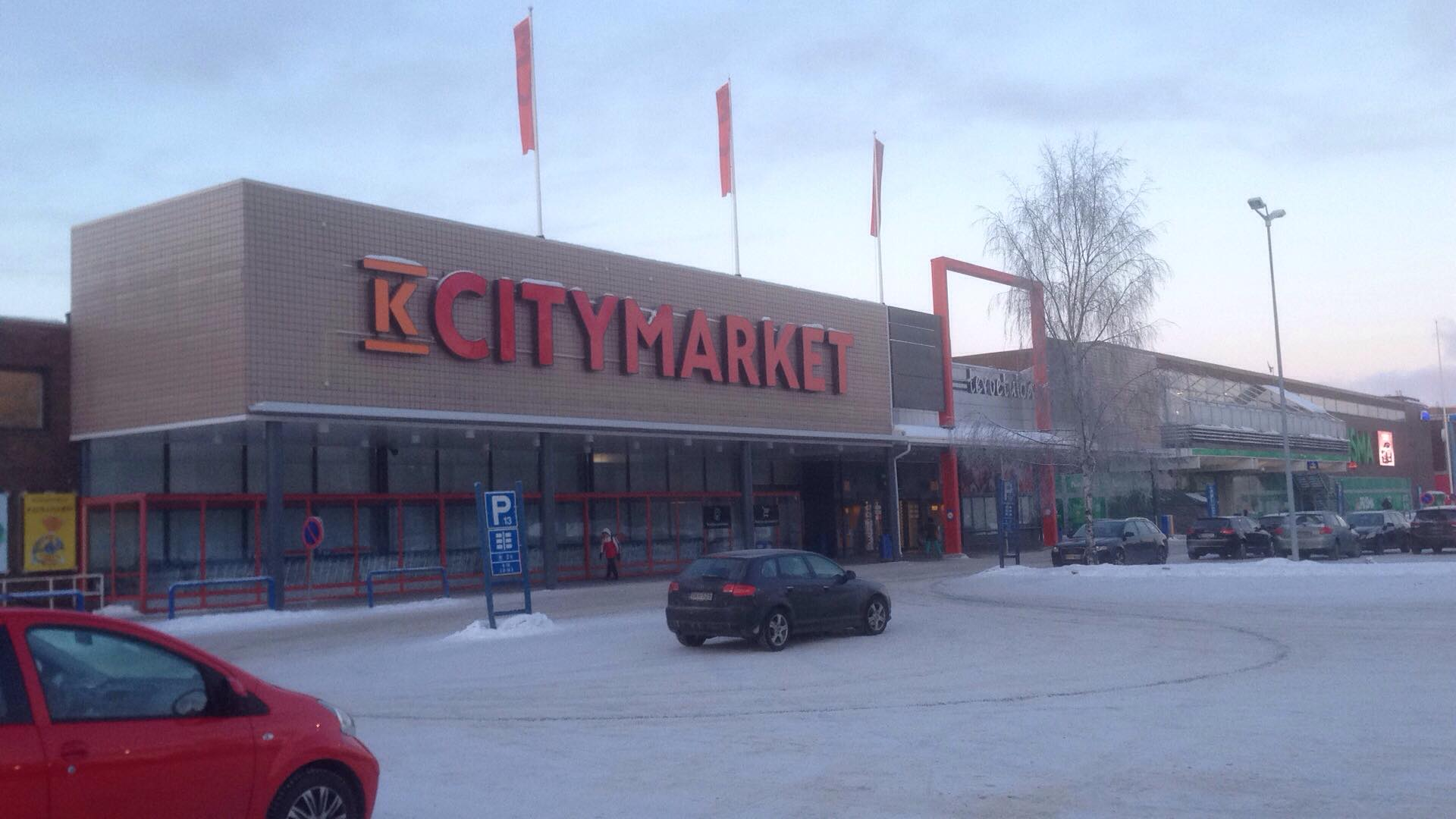
K-Citymarket de Raksila à Oulu .
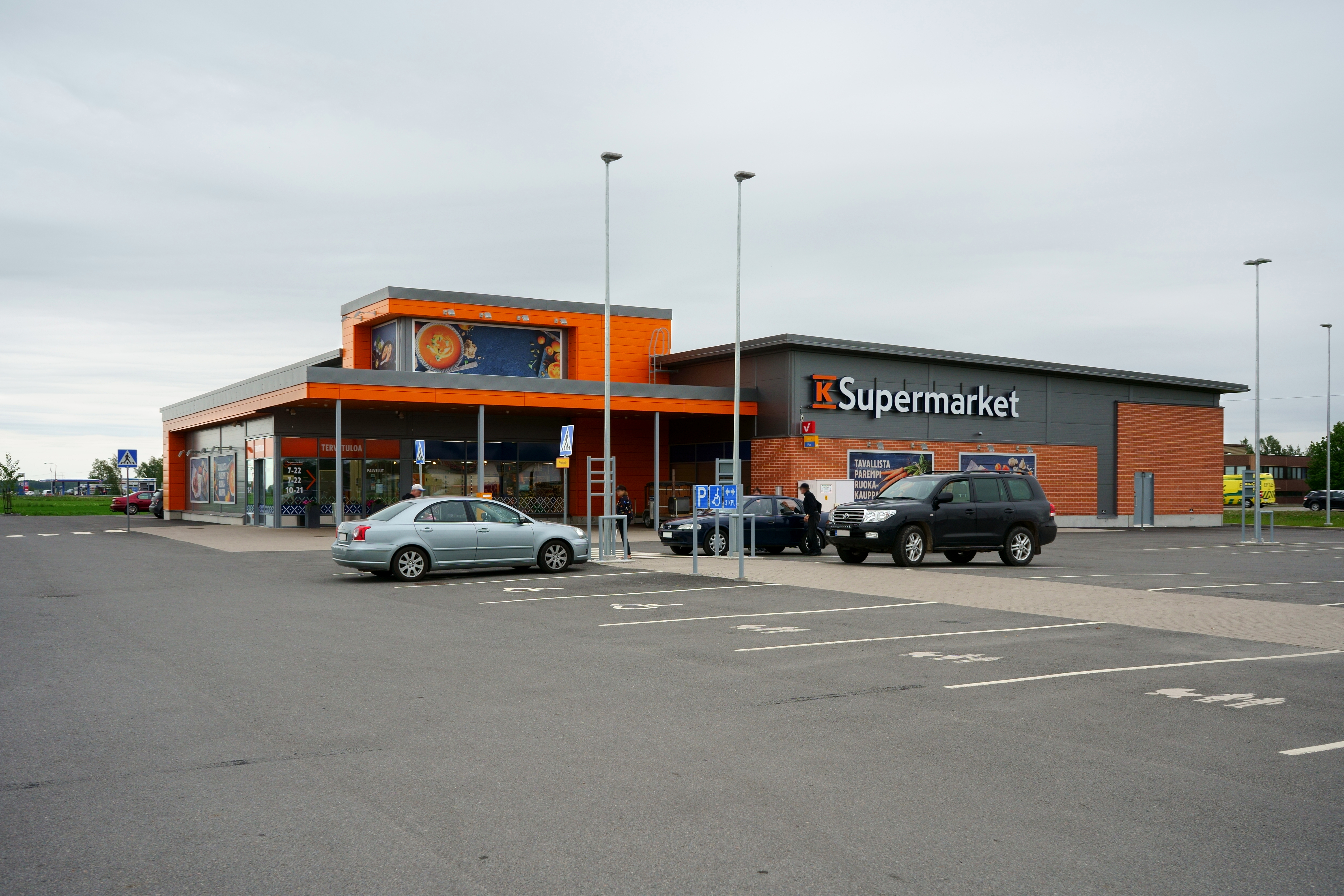
K-Supermarket à Ilmajoki.
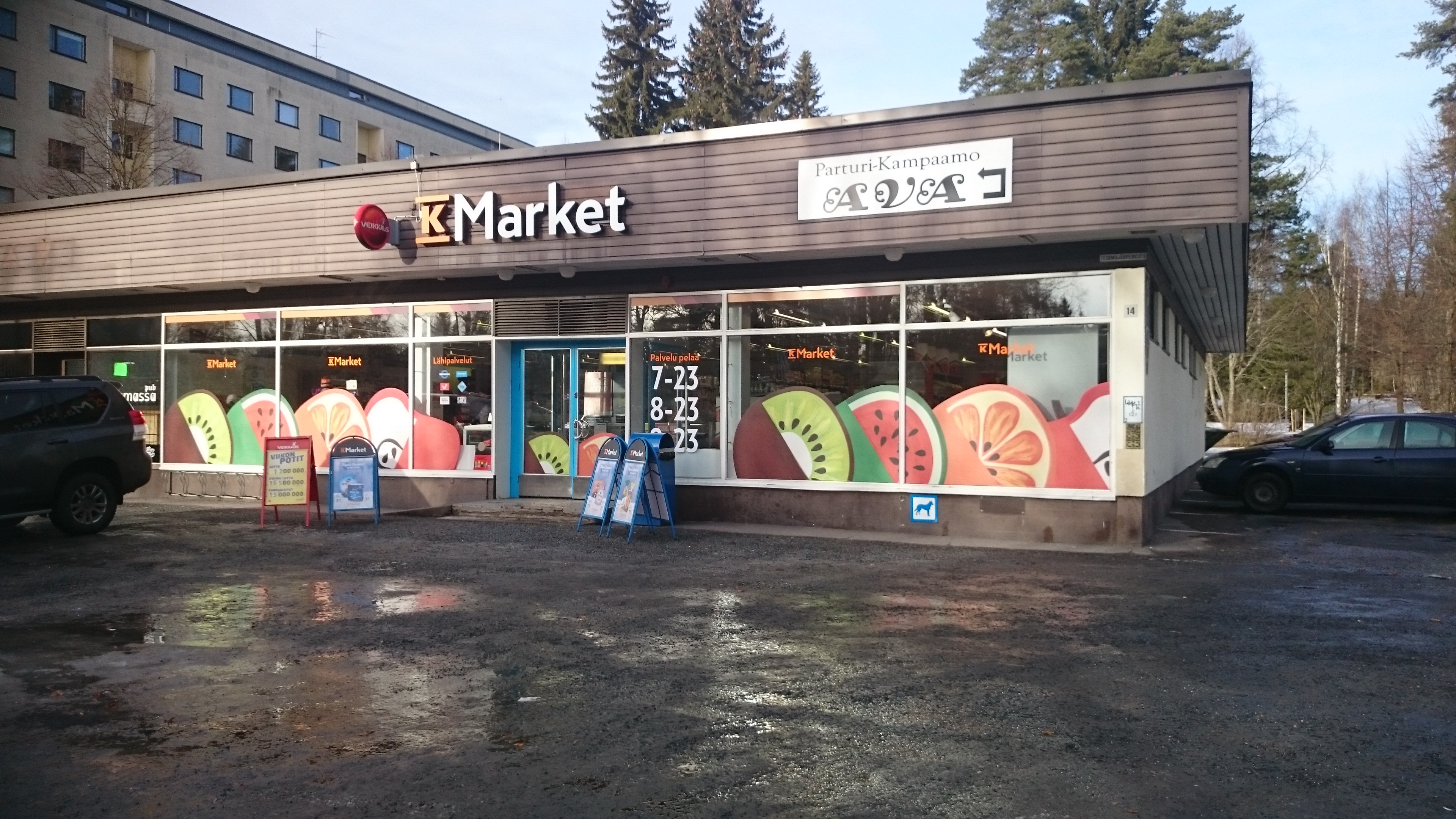
K-Market à Tampere.

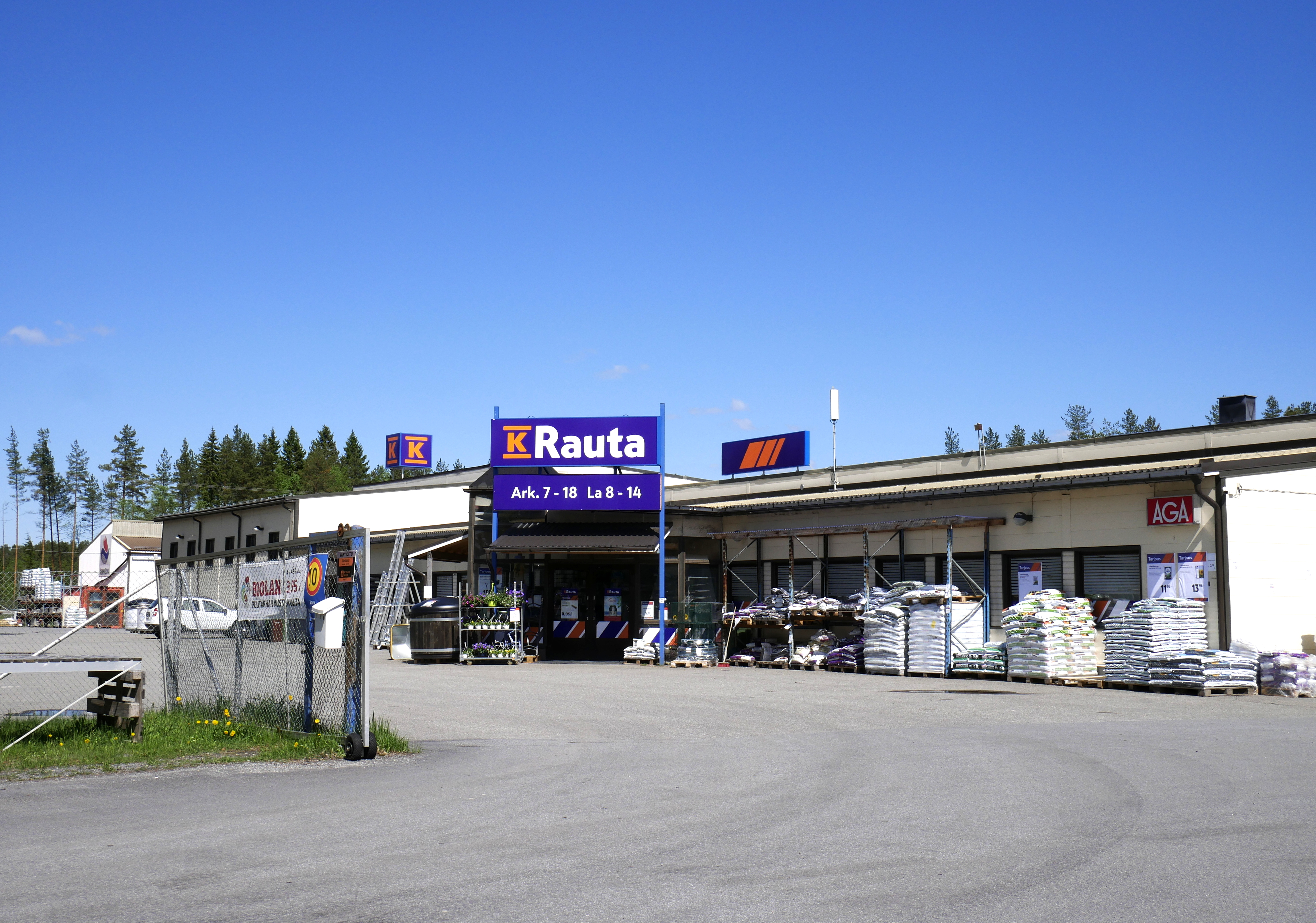
K-Rauta à Alajärvi .
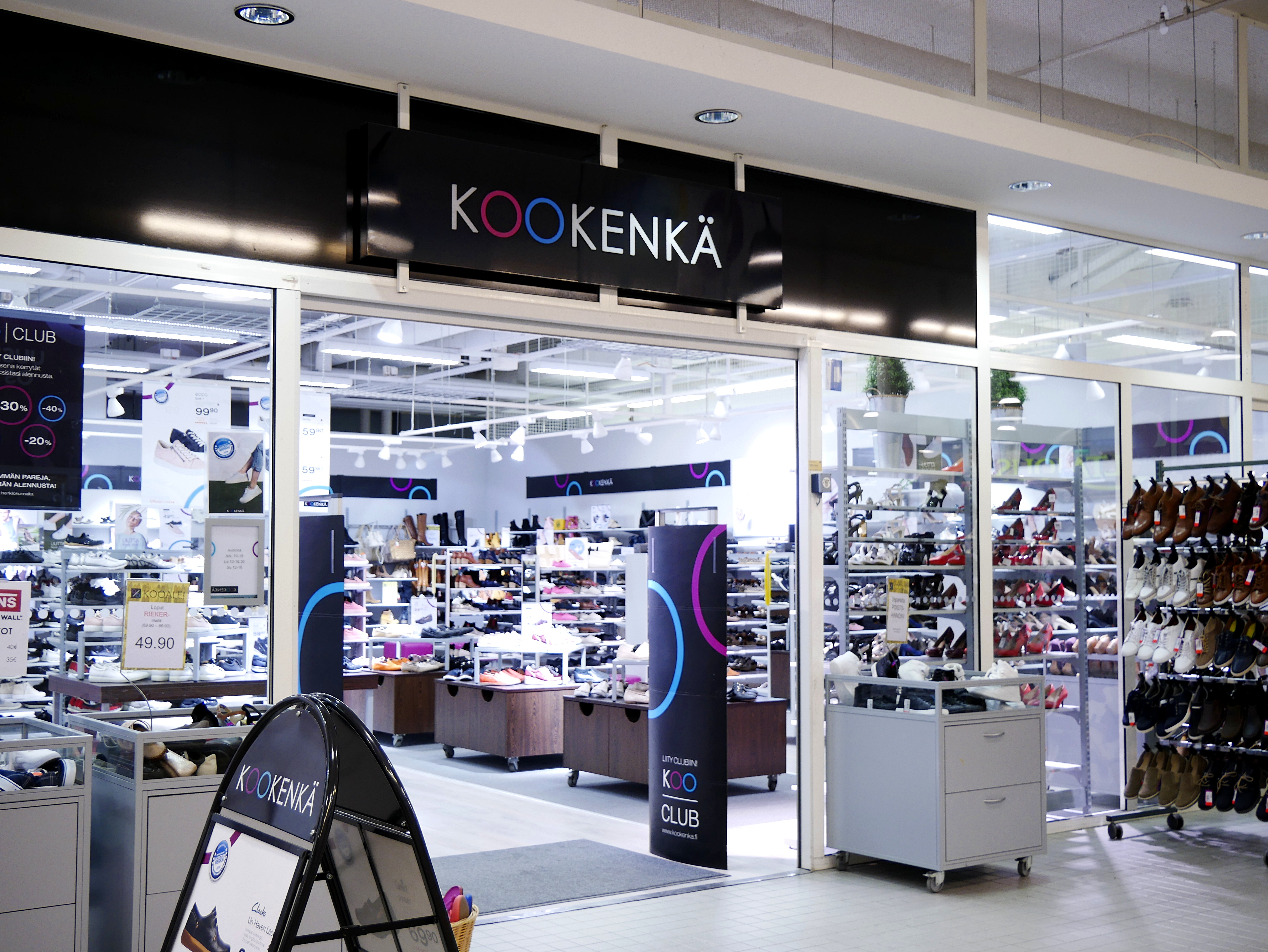
Kookenkä à Seinäjoki
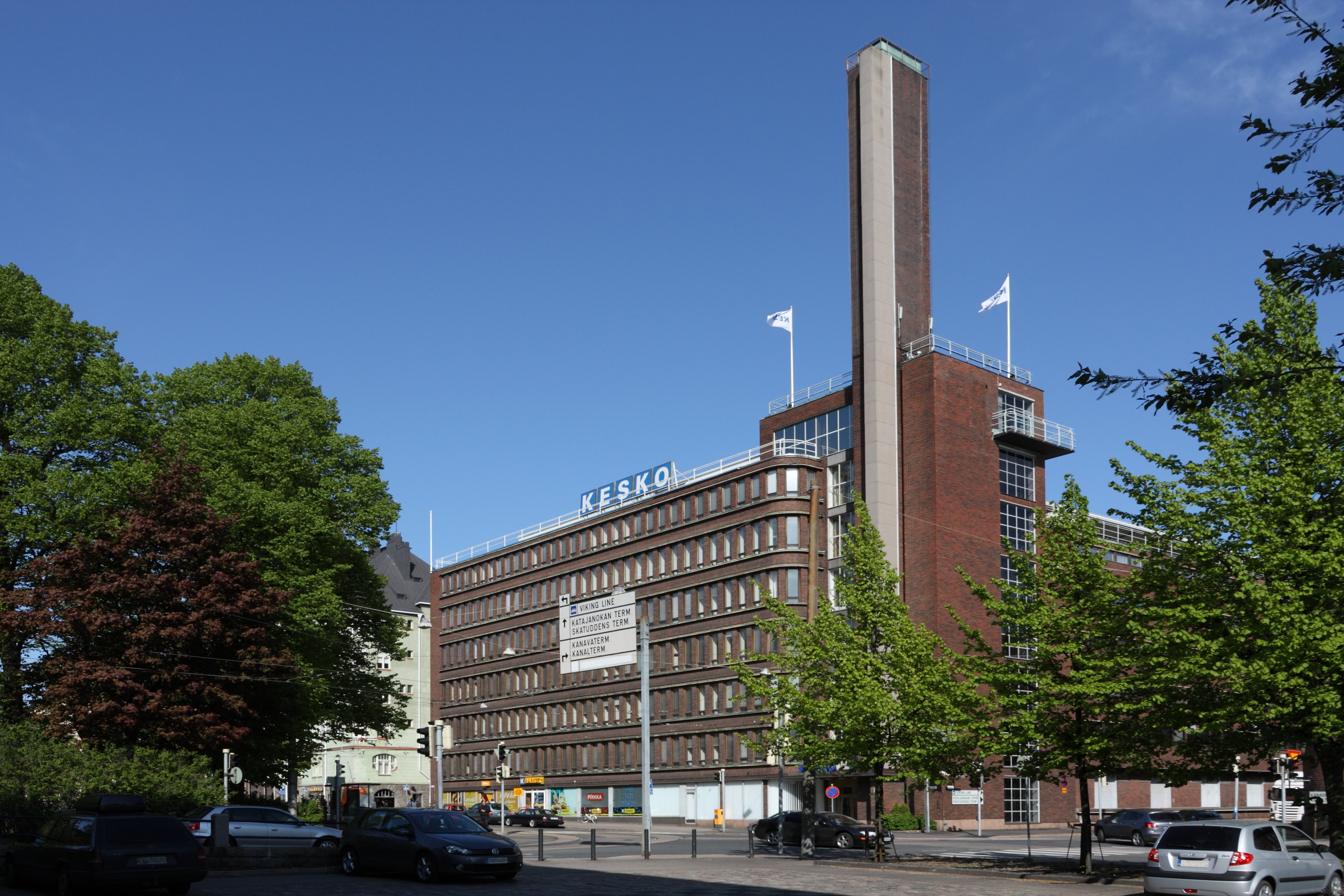
Ancien siège de Kesko à Katajanokka.